# Gymnocheta flamma
Gymnocheta flamma là một loài ruồi trong họ Tachinidae.